# Leopold Berchtold
Pour les articles homonymes, voir Berchtold.
Le comte Leopold Berchtold (en hongrois : Gróf Berchtold Lipót, en tchèque : Leopold hrabě Berchtold z Uherčic), né le 18 avril 1863 à Vienne et mort le 21 novembre 1942 à Peresznye, est un diplomate, qui exerce notamment les fonctions de ministre des Affaires étrangères de l'empire d'Autriche-Hongrie.
Il parvient à faire échouer toutes les tentatives de règlement pacifique et à convaincre l'Empereur de déclarer la guerre à la Serbie le 28 juillet 1914, acte qui est le commencement de la Première guerre mondiale. Après sa démission en janvier 1915 il était considéré comme un des hommes les plus riches de Hongrie. 

## Carrière diplomatique

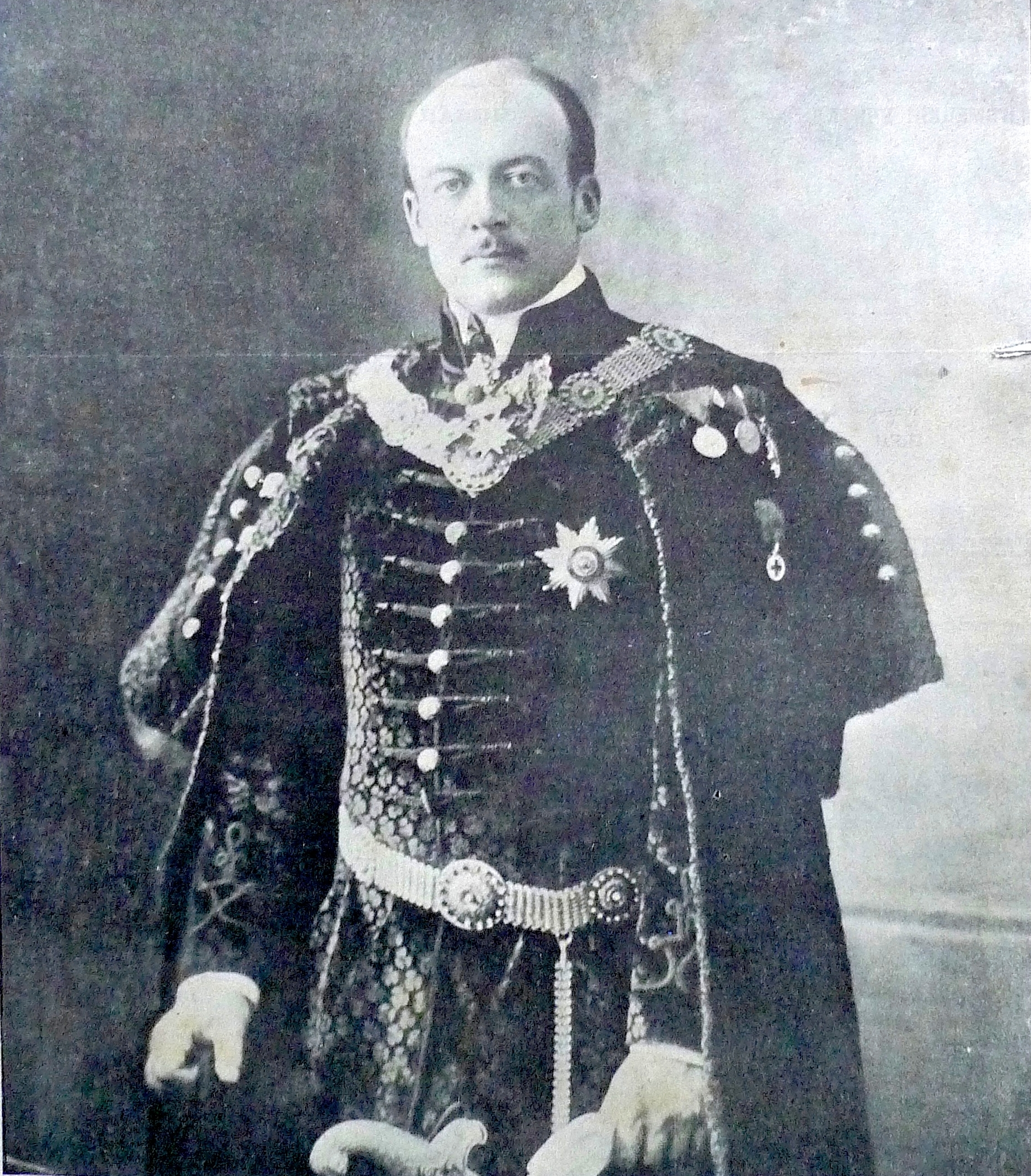
Le comte Leopold von Berchtold

Berchtold rejoint le corps diplomatique en 1893 et, bien qu'il ne fût pas remarqué par ses capacités, il impressionna par ses manières distinguées et ses origines aristocratiques.
Après avoir été en poste à Londres et à Paris à partir de 1903, il est nommé ambassadeur en Russie de 1907 à 1912. Il se montre alors fervent défenseur de l'alliance austro-russe, pensant que le rapprochement entre les deux empires constitue un gage de stabilité pour la double monarchie et de paix pour l'Europe.
Depuis Saint-Pétersbourg, Il informe régulièrement les responsables politiques de la double monarchie sur la situation en Russie et gère les réactions russes face à l'annexion de la Bosnie-Herzégovine par la double monarchie durant l'automne 1908. La crise bosniaque ruine ainsi les fondements de la politique russophile qu'il souhaite voir mener à Vienne; à cette occasion, il expose sa vision de la politique étrangère de la double monarchie à sa hiérarchie, constatant que la crise de 1908 rend sa tâche compliquée.
Ainsi, il ne peut que constater la détérioration de la situation de la double monarchie à la suite de cette annexion. Dégoûté également par le luxe ostentatoire de la haute société russe, Il revient en Autriche en avril 1911, et se retire sur ses terres.

## Ministre des Affaires étrangères
Après dix mois passés sur ses terres, il est appelé pour exercer les fonctions de ministre des affaires étrangères, libéré par le décès du comte Aerenthal, son prédécesseur le 17 février 1912.
Il accepte ce poste par devoir et par fidélité envers l'empereur et roi François-Joseph, prêt à s'effacer en cas de nécessité.
Durant son ministère, il doit composer en permanence entre les partisans du conflit immédiat, menés par le chef d'état-major austro-hongrois, Franz Conrad von Hötzendorf, et les partisans du maintien de la paix et des réformes intérieures de la double monarchie, menés par l'archiduc-héritier, François-Ferdinand ; se montrant partisan d'une politique d'entente avec la Russie, il se rapproche du second de ces groupes.

### Durant les guerres balkaniques
À peine nommé, Leopold Berchtold encourage la politique prudente, voulue par l'empereur et roi François-Joseph, de non-intervention austro-hongroise durant la première guerre balkanique, tout en organisant les conditions d'un rapprochement austro-russe, à la demande du souverain et avec le soutien de l'archiduc héritier.
En effet, pour lui, ne pas intervenir permet à la double monarchie d'observer l'évolution de la situation balkanique et de s'opposer, lors des futures négociations de paix, à une trop grande expansion serbe, notamment au libre accès serbe sur l'Adriatique. Ministre des Affaires étrangères de la double monarchie, il encourage la création de l'État albanais, obstacle à la Serbie sur la route de l'Adriatique, reprenant ainsi la politique traditionnelle de la double monarchie dans l'Ouest de la péninsule.
En 1913, cependant, peu de jours avant le déclenchement de la deuxième guerre balkanique,, soutenu par Hötzendorf, il se montre partisan d'une intervention militaire contre la Serbie, principal adversaire politique de la double monarchie. Il envisage alors une intervention russe contre la double monarchie. Il est cependant surpris par la rapidité de la défaite bulgare face aux troupes de ses voisins coalisés, ne donne pas suite aux plans concoctés contre le royaume de Belgrade.
Ayant proposé un accord sur l'Albanie au royaume de Serbie, il approuve cependant la politique de remise en cause des acquis serbes de la paix de Bucarest, qui clôt la deuxième guerre balkanique.
Durant l'été et l'automne 1913, encouragé par István Tisza, il envisage un renversement des alliances balkaniques de la double monarchie, appelant de ses vœux une alliance avec la Bulgarie, au détriment des liens historiques avec la Roumanie, contre l'avis du Kronprinz.

### Du traité de Bucarest au 28 juin 1914
À la suite de la deuxième guerre balkanique, le ministre commun des affaires étrangères est confronté à la montée en puissance des États balkaniques, et tente, influencé par François-Ferdinand, de mettre en place une nouvelle ligue balkanique, pilotée depuis Vienne
La Serbie connaît un accroissement sans précédent de sa puissance, tandis que la Roumanie s'éloigne de plus en plus de l'alliance germano-austro-hongroise, alors que la Bulgarie, perçue à Vienne comme un contrepoids à la nouvelle puissance serbe, est amoindrie par sa défaite.
En octobre 1913, Berchtold se montre partisan de l'envoi d'un ultimatum à la Serbie, pour obliger le royaume de Belgrade à évacuer les territoires albanais, encore occupés malgré la signature du traité de Bucarest. En effet, il constate le caractère évasif des réponses serbes à la demande austro-hongroise d'évacuation d'Albanie lors d'échanges informels avec Nikola Pasic le 3 octobre 1913 à Vienne,,.
Face à ces réponses évasives, il fait préparer et envoyer un ultimatum au royaume de Belgrade, exigeant l'évacuation de l'Albanie par l'armée serbe. L'ultimatum, envoyé le 17 octobre 1913, est accepté par la Serbie, qui évacue les régions qu'elle occupe dans les jours qui suivent la réception de la note à Belgrade.
Dans les mois qui suivent, Berchtold, auréolé du succès de son initiative d'octobre 1913, tente de réorienter la politique balkanique de la monarchie danubienne, axée sur un renversement des alliances de la double monarchie, comme le préconise un de ses proches conseillers dans un rapport remis au ministre le 24 juin 1914. Ce mémorandum, à la rédaction duquel il a participé, illustre la position de la double monarchie dans l'imbroglio balkanique peu de temps avant le déclenchement de la crise de juillet. Il propose ainsi un rapprochement avec l'empire ottoman et la Bulgarie, dirigé contre la Serbie et la Roumanie.
Cependant, ses opinions politiques évoluent, sous la pression de la diminution des moyens dont dispose la double monarchie, financièrement affaiblie par le coût des mobilisations partielles répétées régulièrement depuis 1909.

### Crise de juillet
L'assassinat à Sarajevo de l'archiduc François-Ferdinand par un nationaliste serbe, le 28 juin 1914, fournit au ministre l'occasion de mettre en acte sa nouvelle politique. Ainsi, il envisage, dès l'annonce de l'attentat, de faire envahir la Serbie sans déclaration de guerre préalable, d'accord avec Conrad et Alexander von Krobatin, le ministre commun de la guerre, insistant sur le peu de conséquences réelles des succès diplomatiques austro-hongrois sur la Serbie depuis 1903.
Afin de conforter son autorité, il prend en main la gestion de la crise austro-serbe. L'empereur lui demande alors de consulter les autres responsables politiques de la monarchie, notamment Istvan Tisza. Il reçoit ainsi Conrad le 29 juin, ce dernier lui rappelant son souhait de mener une guerre préventive contre la Serbie, puis le ministre des finances, Leo Bilinski et le ministre de la guerre, Alexander von Krobatin, tous deux partisans d'une politique belliqueuse à l'encontre de Belgrade. Rapidement, il les rejoint sur une politique de fermeté à l'égard de la Serbie,.
Le ministre commun des affaires étrangères, proche de l'archiduc assassiné, est personnellement touché par la nouvelle. Il est de plus directement informé de l'état d'esprit qui règne à Belgrade à l'annonce de l'attentat.
En dépit des divergences et des considérations personnelles, Berchtold, comme tous les responsables politiques et militaires de la double monarchie, se montre partisan de consulter les dirigeants du Reich avant toute action contre Belgrade, mais, assez rapidement, de multiples signaux indiquent que le Reich semble prêt à soutenir son allié dans la mise en œuvre d'une politique de fermeté à l'égard de la Serbie : dès le 3 juillet, il est assuré, de manière informelle, du soutien du Reich par l'ambassadeur allemand à Vienne.
En effet, dès le 5 juillet, il envoie à Berlin son chef de cabinet, le comte Hoyos, afin de remettre un mémorandum à l'ambassadeur austro-hongrois sur place. Ce dernier, proche de nombreux diplomates allemands, est assuré du soutien du Reich dans la politique de fermeté que la double monarchie entend mener. Dans le même temps, inspiré par les réflexions de l'ambassadeur austro-hongrois à Londres, Berchtold estime que la situation politique intérieure que traverse le Royaume-Uni, notamment en raison des développements en Irlande, diminue considérablement les capacités d'actions de la double monarchie en Europe centrale.
Lors du conseil de la couronne du 7 juillet, qui fixe la politique menée dans les semaines à suivre, il appelle de ses vœux une politique belliciste contre le royaume de Belgrade, centre névralgique, selon lui, de l'agitation en Bosnie-Herzégovine. À cette occasion, il rencontre sur ce point l'opposition du premier ministre de Hongrie István Tisza, qui se montre favorable, dans un premier temps, à l'utilisation de la voie diplomatique et qu'il tente d'amadouer dans les jours qui suivent,. Berchtold prend également en compte les autres remarques du premier ministre du royaume de Hongrie : le déclenchement d'un conflit armée ne doit se faire qu'au terme d'un processus diplomatique affirmant que la double monarchie n'est pas l'agresseur, mais la victime.
Entre le 6 et le 23 juillet, non seulement il expose les plans de partage du royaume de Serbie entre la Bulgarie, l'Albanie et la Grèce, tout en maintenant un État croupion totalement soumis à la double monarchie, mais aussi il ordonne le maximum de précautions pour ne pas ébruiter les préparatifs de la double monarchie, en pure perte.
Dans le même temps, soutenu par l'empereur, partisan de la ligne dure, officiellement à partir du 9 juillet, il fait rédiger un ultimatum au royaume de Belgrade de manière qu'il soit refusé par le gouvernement serbe.
Une fois cet ultimatum transmis par la voie diplomatique à Belgrade, il en rejette non seulement la réponse serbe, mais aussi les propositions de médiations des grandes puissances, notamment britannique,.

## Déclaration de guerre à la Serbie: 27-28 juillet
Le 27 juillet Berchtold envoie à l'Empereur François-Joseph une lettre l'informant faussement que l'armée serbe a attaqué l'armée impériale, qu'il y a eu des pertes, et que pour pouvoir riposter convenablement il a rédigé un télégramme de déclaration de guerre à la Serbie qu'il enverra le lendemain si celui-ci ne s'y oppose pas. Il fait part de sa crainte que la Triple Entente parvienne à obtenir un règlement pacifique si la guerre n'est pas immédiatement déclarée.

« Monseigneur !

J'ai l'honneur de soumettre à Votre Majesté, ci-joint, un projet de télégramme au ministère serbe des Affaires étrangères, contenant la déclaration de guerre à la Serbie, et je me permets de vous suggérer très humblement que Votre Majesté veuille bien m'autoriser à expédier ce télégramme demain matin et de faire procéder simultanément à la publication officielle de la déclaration de guerre à Vienne et à Budapest.

Compte tenu de la note en réponse du gouvernement serbe, très habilement rédigée et remise le 28 mars par M. Pasic à l'envoyé impérial et royal, le Baron Giesl, qui est sans valeur sur le fond mais conciliante sur la forme, je considère qu'il n'est pas exclu que les puissances de la Triple entente puissent encore tenter de parvenir à un règlement pacifique du conflit, si une situation claire n'est pas créée par la déclaration de guerre.

Selon un rapport du 4e commandement de corps d'armée, les troupes serbes ont tiré hier sur nos troupes à partir de bateaux sur le Danube près de Temes-Kubin et il y a eu des pertes. 

La réponse au feu a donné lieu à une escartmouche plus importante. Les hostilités sont ainsi effectivement ouvertes et il apparaît d'autant plus nécessaire d'assurer à l'armée, du point de vue du droit inteernational, la liberté de mouvement qu'elle ne possède que lors de l'entrée en vigueur de l'état de guerre.

La notification de l'état de guerre aux puissances neutres serait envoyée, sous réserve de la très haute approbation de Votre Majesté, en même temps que la déclaration d'évacuation à leurs représentants locaux.

Je me permets de mentionner que Son altesse impériale et royale, l'archiduc Frédéric, commandant en chef des forces armées des Balkans, ainsi que le chef d'état-major général, se sont opposé à l'envoi de la déclaration de guerre.

Nous avons donc décidé de ne pas nous opposer à la déclaration de demain matin.

Avec la plus grande révérence.

Vienne, le 27 juillet 1914. [Signé] Berchtold »
Le texte du télégramme et des dépêches envoyées aux ambassades le 28 juillet 1914 est le suivant :

« Le gouvernement royal de Serbie n'ayant pas répondu de façon satisfaisante à la note qui lui avait été remise par le ministre d'Autriche-Hongrie à Belgrade, à la date du 23 juillet 1914, le gouvernement imérial et royal se trouve dans la nécessité de pourvoir lui-même à la sauvegarde de ses droits et de ses intérêts, et de recourrir à cet effet à la force des armes, et cela d'autant plus que des troupes serbes ont déjà attaqué près de Temes-Kubin un détachement de l'armée impériale et royale.

L'Autriche-Hongrie se considère donc, dès ce moment, en état de guerre avec la Serbie.

Le ministre des Affaires étrangères d'Autriche-Hongrie. [Signé] Comte Berchtold. » 
L'attaque de Temes-Kubin par l'armée serbe qui a servi à convaincre l'Empereur et à justifier de déclarer la guerre, s'est avérée n'être qu'une opération de saisie de deux bateaux à vapeur serbe à l'initiative de l'armée austro-hongroise qui n'a fait ni mort ni blessé et n'est plus mentionnée dans le texte publié au journal officiel le 28 juillet 1914 à 4 heures 25 et repris par les agences de presse:
« Vienne, 28 juillet.

Le gouvernement austro-hongrois a notifié officiellement à la Serbie la déclaration de guerre.

L'Officiel, dans une édition spéciale, publie le texte de la déclaration qui est ainsi conçue:

Le gouvernement royal de Serbie n'ayant pas répondu de façon satisfaisante à la note qui lui avait été remise par le ministre d'Autriche-Hongrie à Belgrade, à la date du 23 juillet 1914, le gouvernement imérial et royal se trouve dans la nécessité de pourvoir lui-même à la sauvegarde de ses droits et de ses intérêts, et de recourrir à cet effet à la force des armes.

L'Autriche-Hongrie se considère donc, dès ce moment, en état de guerre avec la Serbie.

Le ministre des Affaires étrangères d'Autriche-Hongrie. [Signé] Comte Berchtold. »

### Durant le conflit
Ministre des affaires étrangères, il assume ses fonctions au début du conflit, notamment dans les négociations avec les États neutres voisins de la double monarchie. Durant les premiers mois du conflit, il parvient également à maintenir la Roumanie dans une attitude neutre, notamment par des manifestations symboliques de satisfaction du maintien de la neutralité, tandis qu'il se montre réceptif aux demandes territoriales de la Roumanie.
En 1915, il participe aux négociations qui aboutissent à l'entrée en guerre de l'Italie contre la double-monarchie, ne parvenant pas à maintenir le voisin méridional de son pays dans la neutralité, affichant sa réserve quant à la cession à l'Italie de territoires austro-hongrois. Cependant, rapidement, fortement influencé par le Reich, il défend la cession du Trentin à l'Italie, afin d'éviter la dispersion des fronts sur lesquels les troupes de l'armée commune sont engagées; minoritaire au sein du gouvernement de la double monarchie.

### Face au Reich
Ministre des affaires de la double monarchie, il doit composer sans cesse avec les demandes et le soutien, donné ou retiré, du Reich à la politique de la monarchie danubienne. En octobre 1913, il obtient, lors d'une entrevue avec l'empereur Allemand un soutien inconditionnel du Reich à la politique étrangère de la double monarchie.
Ainsi, à l'issue de la guerre italo-turque, il doit accepter un renforcement italien, souhaité par le Reich, en Méditerranée orientale. Au printemps 1913, il ne peut lancer l'Autriche-Hongrie dans un conflit avec la Serbie, ne disposant pas d'un soutien sans faille du Reich, : à cette occasion, Berchtold doit faire face à la réalité de l'importance de la double monarchie au sein de la Triplice. En revanche à l'automne, devant la mauvaise volonté serbe à évacuer l'Albanie, il obtient, alors qu'il bénéficie du soutien du Reich, l'évacuation des territoires demandée depuis le printemps. Au cours du conflit, ses prises de positions sont le fruit direct des positions du Reich, comme en 1915, lors de la négociation de compensations en échange de la neutralité italienne.
Au début de l'année 1914, il constate ainsi les nombreuses divergences d'intérêt entre le Reich et la double monarchie, le Reich souhaitant renforcer les liens de la Triplice avec l'Italie; en effet, le Reich oriente la politique italienne en direction des Balkans, sphère d'influence de la double monarchie. De plus, s'il accepte des cessions de territoires austro-hongrois à l'Italie durant les négociations qui se tiennent durant l'automne, il est cependant réservé sur la cession de contreparties trop importantes au royaume italien.

## Fin de carrière
Hostile à la cession de territoires austro-hongrois, il est confirmé par l'empereur le 9 janvier 1915, mais, dès le lendemain, affronte le président du conseil Hongrois, en dépit de l'amitié personnelle qui unit les deux hommes d'État.
Minoritaire au sein du conseil, il est contraint d'offrir sa démission à l'empereur le 13 janvier 1915, et est remplacé par le baron Stephan Burián von Rajecz.
Il ne prend alors plus part à la vie publique et meurt le 21 novembre 1942 à Peresznye, en Hongrie. Réputé pour être l'un des hommes les plus riches d'Autriche-Hongrie, Berchtold possède alors des terres en Hongrie et en Moravie.